# Nicefor I Angelos
Nicefor I Angelos – władca Despotatu Epiru w latach 1271–1296. Syn Michała II Dukasa.
Nicefor I Dukas, właściwie Nicefor I Angelos Dukas Komnen, gdyż do tych trzech nazwisk cesarskich miała prawo pierwsza dynastia władców Epiru.

## Życiorys
W 1256 roku pod naciskiem cesarza nicejskiego Teodora II Laskarysa Nicefor poślubił córkę cesarza Marię. Jego ślub stał się dodatkowo dla cesarza okazją do przyłączenia do Cesarstwa części epirockich ziem w Macedonii i portu Dyrrachion. Doprowadziło to do kolejnego zaognienia w stosunkach Nicei z Epirem i do wybuchu konfliktu w dwa lata później. Po klęsce ojca Michała II w 1259 roku w bitwie pod Pelagonią z wojskami cesarza nicejskiego Michała VIII Paleologa Nicefor schronił się wraz z ojcem na wyspie Leukas należącej do hrabiego Kefalenii Maio Orsiniego. Stamtąd po otrzymaniu wsparcia od króla Sycylii obaj Dukasowie rozpoczęli jeszcze w tym samym roku odzyskiwanie utraconego państwa. Wiosną następnego roku Nicefor zadał nawet klęskę wojskom nicejskim dowodzonym przez Aleksego Strategopula, co ostatecznie skłoniło cesarza do zawarcia pokoju z Epirem. Kolejny konflikt ojca z cesarzem Michałem VIII Paleologiem, w tym czasie już cesarzem odnowionego Cesarstwa Bizantyńskiego, doprowadził do kolejnego ślubu Nicefora w 1264 roku, tym razem z siostrzenicą Michała VIII Anną Paleologiną.
Po śmierci Michała II Nicefor II objął władzę w Epirze, a jego przyrodni brat Jan uniezależnił się w zarządzanej przez siebie Tesalii, powołując na okres pięćdziesięciu lat do życia kolejne państwo w Grecji – Tesalię. Korzystając z zamętu w Epirze król sycylijski Karol Andegaweński zajął dawne posiadłości Manfreda Hohenstaufa dodając do nich epirocki Dyrrachion i ogłosił się władcą Królestwa Albanii (Regnum Albaniae). Zwalczający Andegawena Bizantyńczycy zajęli w trakcie działań wojennych tereny w Epirze, co skłoniło Nicefora II do zawarcia w 1276 roku sojuszu z Karolem Andegaweńskim. Jednak z jednej strony porażki wojsk króla sycylijskiego w Grecji, a potem utrata Sycylii i uwikłanie w wojnę z Aragonią, z drugiej strony zabiegi żony Anny Paleologiny, zmusiły Nicefora II do zmiany stanowiska. Po 1282 roku stosunki Despotatu Epiru z Bizancjum uległy wyraźnej poprawie. W 1289 roku po śmierci Jana I Dukasa Annie udało się przejąć faktyczną władzę nad sąsiednią Tesalią, nominalnie rządzoną przez synów dotychczasowego władcy Konstantyna i Teodora Dukasów. Przeciwne polityce despoiny Anny stronnictwo andegaweńskie rozpoczęło w tej sytuacji zabiegi zmierzające do wydania Tamary córki Nicefora II za Filipa Andegaweńskiego księcia Tarentu. Zabiegi te doprowadziły do najazdu sił bizantyńskich, które zajęły północny Epir i przystąpiły do oblężenia Joaniny. Na pomoc Epirowi posiłki przysłali wówczas książę Achai Florens i hrabia Kefalenii Ryszard Orsini. Ostatecznie wojska bizantyńskie, mimo odnoszonych sukcesów, musiały wycofać się z Epiru z powodu zagrożenia serbskiego. W 1294 roku Filip Andegaweński hrabia Tarentu poślubił córkę Nicefora II Tamarę uzyskując prawo do sukcesji Epiru. Zięciem Nicefora II został również Ryszard Orsini poślubiając inną jego córkę Marię. W 1295 roku Konstantyn Angelos Dukas władca Tesalii zrzucił zwierzchnictwo despoiny Anny i podjął próbę zdobycia części Epiru.
Nicefor II Dukas zmarł pomiędzy 1296 a 1298 rokiem.